# Hannu Mikkola
Hannu Mikkola (nascut el 24 de maig de 1942 a Joensuu - 26 de febrer de 2021) fou un pilot finlandès de ral·lis. Va començar a competir en els ral·lis l'any 1963 i des de l'any 1973 fins al 1993 va participar en el Campionat Mundial de Ral·lis.

## Títols
| Any  | Campionat                             | Cotxe                                    |
| ---- | ------------------------------------- | ---------------------------------------- |
| 1968 | Campionat Finlandès de Ral·lis        | Volvo 142 / Volvo 122 S / Ford Escort TC |
| 1978 | Campionat de Gran Bretanya de Ral·lis | Ford Escort RS1800                       |
| 1983 | Campionat Mundial de Ral·lis          | Audi Quattro A1 / Audi Quattro A2        |

## Victòries en ral·lis del WRC
| Any  | Ral·li                  | País            | Co-pilot       | Cotxe                |
| ---- | ----------------------- | --------------- | -------------- | -------------------- |
| 1974 | Ral·li de Finlàndia     | Finlàndia       | John Davenport | Ford Escort RS1600   |
| 1975 | Ral·li de Finlàndia     | Finlàndia       | Atso Aho       | Toyota Corolla       |
| 1978 | Ral·li de Gal·les       | Gran Bretanya   | Arne Hertz     | Ford Escort RS1800   |
| 1979 | Ral·li de Portugal      | Portugal        | Arne Hertz     | Ford Escort RS1800   |
| 1979 | Ral·li Safari           | Kenya           | Arne Hertz     | Mercedes 450 SLC 5.0 |
| 1979 | Ral·li de Nova Zelanda  | Nova Zelanda    | Arne Hertz     | Ford Escort RS1800   |
| 1979 | Ral·li de Gal·les       | Gran Bretanya   | Arne Hertz     | Ford Escort RS1800   |
| 1979 | Ral·li de Costa d'Ivori | Costa d'Ivori   | Arne Hertz     | Mercedes 450 SLC 5.0 |
| 1980 | Ral·li Codasur          | Amèrica del Sud | Arne Hertz     | Mercedes 500 SLC     |
| 1980 | Ral·li de Gal·les       | Gran Bretanya   | Arne Hertz     | Ford Escort RS1800   |
| 1981 | Ral·li de Suècia        | Suècia          | Arne Hertz     | Audi Quattro         |
| 1981 | Ral·li de Gal·les       | Gran Bretanya   | Arne Hertz     | Audi Quattro         |
| 1982 | Ral·li de Finlàndia     | Finlàndia       | Arne Hertz     | Audi Quattro         |
| 1982 | Ral·li de Gal·les       | Gran Bretanya   | Arne Hertz     | Audi Quattro         |
| 1983 | Ral·li de Suècia        | Suècia          | Arne Hertz     | Audi Quattro A1      |
| 1983 | Ral·li de Portugal      | Portugal        | Arne Hertz     | Audi Quattro A1      |
| 1983 | Ral·li de l'Argentina   | Argentina       | Arne Hertz     | Audi Quattro A2      |
| 1983 | Ral·li de Finlàndia     | Finlàndia       | Arne Hertz     | Audi Quattro A2      |
| 1984 | Ral·li de Portugal      | Portugal        | Arne Hertz     | Audi Quattro A2      |
| 1987 | Ral·li Safari           | Kenya           | Arne Hertz     | Audi 200 Quattro     |